# Numb (canção de Linkin Park)
"Numb" é uma canção da banda norte-americana de rock Linkin Park, gravada para o seu segundo álbum de estúdio, Meteora (2003). Foi escrita por todos os membros da banda e sua produção contou com o auxílio do produtor musical Don Gilmore. Sua gravação começou em 2002, uma semana antes do grupo entrar nos NRG Recording Studios para começar a gravar o seu segundo disco de estúdio. A faixa foi anunciada como o terceiro single de divulgação de Meteora durante a Summer Sanitarium Tour e seu lançamento ocorreu em 8 de setembro de 2003 pelas gravadoras Warner Bros. e Machine Shop. Musicalmente, é uma obra que deriva dos gêneros nu metal e rock alternativo cuja letra expressa a pressão de corresponder às expectativas de outra pessoa.
A canção foi aclamada pela crítica, com elogios sendo direcionados principalmente aos vocais de Chester Bennington, sua composição e instrumental. Obteve um desempenho comercial positivo ao atingir as quinze primeiras posições das paradas musicais em diversos locais da Europa. Nos Estados Unidos, a Recording Industry Association of America (RIAA) certificou-a com disco de platina quádruplo ao vender mais de quatro milhões de cópias, posicionando-se na 11ª posição na Billboard Hot 100, e no topo das paradas Mainstream Rock e Alternative Airplay por três e doze semanas, respectivamente. Foi reconhecida com o prêmio "Canção de Rock Alternativo do Ano" pela Radio Music Awards e classificada em 95º lugar na lista da Rhapsody das "100 Principais Faixas da Década".
O videoclipe correspondente foi dirigido pelo DJ Joe Hahn e filmado em diversos locais na cidade de Praga, República Tcheca, durante meados de junho de 2003. Por conta de um diagnóstico de hérnia de hiato em Bennington, a banda desempenhou o clipe em uma catedral localizada em Los Angeles. A produção retrata os problemas domésticos e sociais enfrentados por uma jovem (interpretada pela atriz Briana Evigan) que é amplamente evitada e ridicularizada por todos ao seu redor. O vídeo acabou por ser bem recebido na época de seu lançamento e ganhou o prêmio de "Melhor Videoclipe Internacional" na MTV Video Music Brasil 2004. Retrospectivamente, é o videoclipe originalmente dos anos 2000 mais visto por qualquer banda no YouTube, independentemente do gênero, bem como um dos clipes de rock mais visualizados na plataforma.
Diversos artistas realizaram covers e remixes da canção, que foi também usada em outras mídias. Em uma colaboração entre a banda e o rapper norte-americano Jay-Z, a faixa foi mixada como "Numb/Encore" — um mashup da canção "Encore" de Jay-Z, e "Numb". Foi lançado em dezembro de 2004 como o primeiro single do EP Collision Course e se tornou um sucesso crítico e comercial para ambos os artistas. No Grammy Awards de 2006, o mashup foi premiado na categoria "Melhor Colaboração de Rap/Cantado". "Numb" foi apresentada ao vivo na televisão pela primeira vez em agosto de 2003 no programa Jimmy Kimmel Live! da ABC e, mais tarde, apareceu como destaque nos repertórios da banda em diversos festivais pelo mundo. Também fez aparições em pacotes de DLC para jogos eletrônicos como Rock Band 3 (2010), Rocksmith 2014 (2013) e Beat Saber (2019).

## Antecedentes e composição
"Numb" foi escrita por todos os membros do Linkin Park e co-produzida pelo grupo juntamente com Don Gilmore. O processo de criação começou em 2002, uma semana antes da banda entrar nos NRG Recording Studios para começar a gravar o seu segundo álbum de estúdio, Meteora; esse processo também ocorreu durante os intervalos e espaços de tempo da turnê que promoveu o seu álbum antecessor, Hybrid Theory. A banda anunciou oficialmente Meteora em dezembro de 2002 e declararam que o título de seu novo trabalho foi baseado na região rochosa de Metéora na Grécia, onde vários monastérios foram construídos no topo das rochas. Segundo o multi-instrumentista Mike Shinoda, o álbum é sobre encontrar a si mesmo: "Cada música é sobre olhar para dentro e liberar emoções". O disco foi finalmente lançado em março de 2003, sendo um sucesso comercial. Seu primeiro single, "Somewhere I Belong", foi lançado dias antes do lançamento do álbum, em março de 2003, e seu sucessor, "Faint", foi disponibilizado em julho. "Numb" seria lançado como o terceiro single mais tarde.
A faixa é a última do disco e sucede a instrumental "Session", possuindo uma duração de três minutos e sete segundos (3:07). Ela deriva dos gêneros nu metal e rock alternativo, obtendo alguns elementos do metal alternativo e pop rock, e apresentando um ritmo de 108 batidas por minuto (bpm) durante sua reprodução. Liricamente, ela expressa sobre a pressão de corresponder às expectativas de outra pessoa; linhas como "Não sei o que você espera de mim / Me pressionando para seguir seus passos" realçam bastante essa questão. Mais objetivamente, a frase "Cada passo que eu dou é mais um erro para você", parece retratar o estado psicológico de como um adolescente se machuca em seu ambiente doméstico, como se nada pudesse fazer para deixar seus pais orgulhosos. O vocalista Chester Bennington explicou o significado da letra da canção da seguinte maneira:
"Uma das coisas que gerou a ideia para as letras foi como todo garoto de 15 anos se sente quando quer ser diferente do que seus pais esperam que seja. [...] Quando você nasce, seus pais têm certas expectativas do que imaginam que você se torne, e 99 por cento das vezes é completamente diferente de seus próprios objetivos. Portanto, a música é sobre encontrar a si mesmo, em vez de viver sua vida através dos olhos de outra pessoa."— Chester Bennington
Em uma análise faixa-por-faixa realizada para o site Shoutweb, Shinoda opinou sobre a inclusão da canção ao Meteora: "Eu acho que foi uma boa maneira de terminar o álbum porque meio que o resume. É muito reconhecível como nosso som. Parece uma música do Linkin Park, mas possui algum clima que só o Meteora tem, se isso faz algum sentido". Segundo informações presentes no livreto do disco, a banda não obteve muito esforço ao produzir a faixa, que foi construída em torno do gancho de sintetizador presente em sua introdução. A mixagem ficou responsável por Andy Wallace, um multi-vencedor do Grammy Awards, que também ficou a cargo da mixagem de todo Meteora e de seu antecessor, Hybrid Theory. Em 2023, Shinoda revelou que a canção, no momento da escolha das músicas que iriam compor a lista final de faixas de Meteora, estava em disputa com a então inédita "Lost" por compartilharem "o mesmo tipo de emoção e energia", além de semelhantes estruturas musicais, mas no final "Numb" prevaleceu por ser, segundo ele, "indiscutivelmente uma canção melhor".

## Recepção da crítica

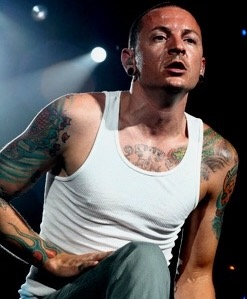
Os vocais de Chester Bennington foram postos como destaque na avaliação da mídia especializada sobre a canção.

"Numb" foi majoritariamente aclamada pela mídia especializada e pelo público, sendo uma das canções mais conhecidas do Linkin Park. Killian Young, da Consequence of Sound, disse que a obra "tinha todas as marcas de um grande sucesso de crossover. Das harmonias vocais de Mike Shinoda e Chester Bennington à distinta introdução de sintetizador, a faixa atinge o equilíbrio perfeito entre sua instrumentação pesada e letras sensíveis". Chad Childers, da Loudwire, colocou "Numb" em segundo lugar em sua lista das "10 Melhores Canções do Linkin Park" e comentou: 'Numb' é definitivamente uma das músicas mais poderosas do Linkin Park, falando muito sobre tentar corresponder às expectativas de outra pessoa. [...] Misturando partes iguais de melodia e agressão, 'Numb' se tornou uma das faixas mais queridas da banda". Em outro artigo, Childers considerou que a mistura das "batidas eletrônicas de Joe Hahn e os vocais de longa data de Bennington" são destaques na faixa. A Louder Sound comentou sobre a importância da canção após o lançamento do álbum Hybrid Theory, observando a capacidade da banda em permanecer relevante na indústria após o sucesso de seu disco de estreia: "Nos primeiros anos deste século, havia muitos que questionavam o poder de permanência do Linkin Park e insistiram que a banda de Los Angeles desapareceria após o sucesso 'casual' de Hybrid Theory: 'Numb' dissipou toda aquela conversa em apenas um relance de mais de três minutos".
A editora Thea de Gallier, do jornal britânico The Daily Telegraph, considerou que a mensagem que a canção quer passar "é aquela com a qual a maioria das pessoas pode se identificar". Ela opinou que a linha "Estou cansado de ser o que você quer que eu seja" fala sobre como a "pressão de se conformar às expectativas de outra pessoa pode esmagar o seu espírito". Além disso, Gallier sugeriu que a frase "Ser mais como eu e menos como você" surge como uma espécie de "vislumbre de esperança". Ollie Dean, da Classic Rock History, elogiou os vocais de Bennington: "Simultaneamente áspera e melódica, a voz única de Bennington é um prazer – e uma montanha-russa – de se ouvir. Sua habilidade de ir tão facilmente do melódico ao quebradiço é algo para se notar, e 'Numb' ilustra isso perfeitamente". Observando a presença de "um gancho de sintetizador soberbamente distinto" em sua introdução, Dean comentou que sua única crítica à música é que esse gancho "não é revisitado até o refrão final da canção". Dave Simpson, do The Guardian, reconheceu "Numb" como uma faixa "gigantesca" e a comparou como uma mistura de trabalhos de bandas como Depeche Mode e Take That. Jack Shepherd, do The Independent, reconheceu que a canção "foi um fechamento realmente excelente [do álbum Meteora], misturando os momentos mais suaves da banda com os mais pesados". Sam Law, da revista Kerrang!, nomeou "Numb" como a melhor canção do Linkin Park e achou que a obra era a "prova contundente de que eles seriam a voz duradoura desta geração".
Na Radio Music Awards de 2004, "Numb" recebeu o prêmio de "Canção de Rock Alternativo do Ano". Em 2009, a faixa foi classificada em 95º lugar na lista da Rhapsody das "100 Principais Faixas da Década [de 2000]" e, anos mais tarde, a Rock.fm colocou-a em sua lista das "500 Melhores Canções de Rock da História da Música".

## Videoclipe

### Produção

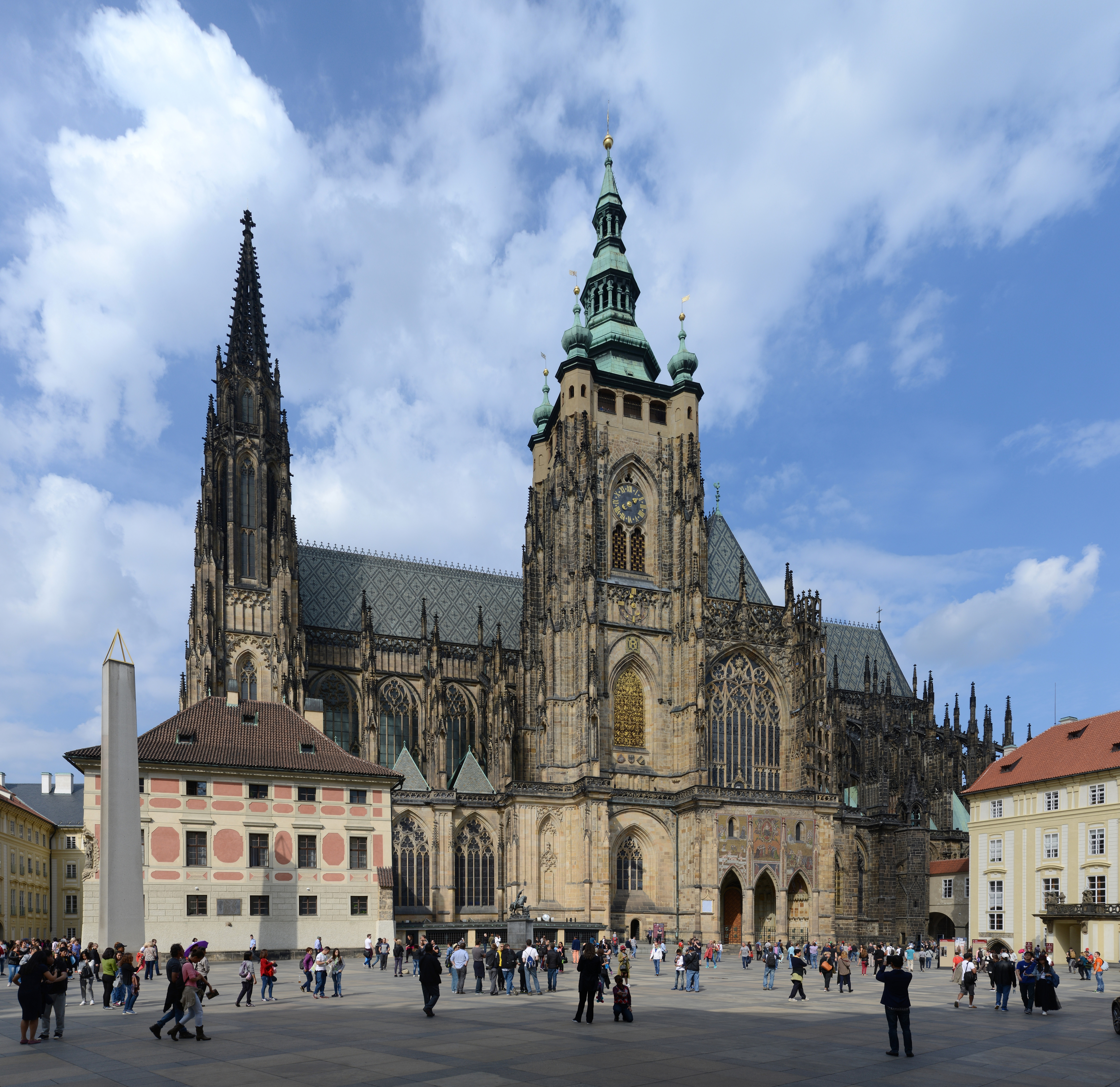
As filmagens internas do clipe de "Numb" ocorreram na Catedral de São Vito em Praga, República Tcheca.

O videoclipe de "Numb" foi dirigido pelo DJ Joe Hahn, o mesmo que já havia dirigido algumas das obras anteriores da banda, como "Pts.OF.Athrty" e "Somewhere I Belong". Na época, Hahn esperava que seu sucesso contínuo como diretor lhe permitisse continuar gravando vídeos para o Linkin Park e de outros artistas, além de ter uma notoriedade em Hollywood: 
"Dirigir, para mim, é mais uma coisa que eu gosto de fazer, e fazer música é mais uma coisa extra. [...] Meu primeiro amor é o cinema, e isso é o que eu fazia antes da banda decolar. Eu estava envolvido com efeitos especiais. E esses caras meio que me arrastaram para essa coisa toda de música. Se tudo continuar na direção certa, espero que eu tenha meu nome na capa de um filme."— Joe Hahn
 As cenas internas do videoclipe foram filmadas na Catedral de São Vito em Praga, República Tcheca, assim como as cenas ao ar livre. Hahn achava Praga "um local lindo, e é por isso que eu queria filmar lá. [...] Todas as ruas são de paralelepípedos e a arquitetura é incrível." Shinoda, em entrevista com a MTV, elogiou a direção realizada por Hahn no vídeo: "Eu acho que Joe [Hahn] construiu toda essa energia criativa e ele realmente fez um ótimo trabalho no vídeo de 'Numb'. É mais um vídeo conceitual. É mais uma história. Não é idêntica à história da música, mas é semelhante porque as emoções que aparecem no vídeo são semelhantes às da música". Em outra entrevista, ele opinou que o vídeo era "meio gótico, mas não obscuro".
Em junho de 2003, durante os planos sobre o início das gravações do vídeo, o vocalista Chester Bennington teve que ser hospitalizado por conta de fortes dores abdominais e nas costas. Até aquele momento, a causa dessas dores era desconhecida, até que posteriormente os médicos diagnosticaram uma hérnia de hiato no cantor. Bennington, mais tarde, comentou sobre como deu início a essas dores: "Acordei um dia, eram cerca de 10 horas da manhã. Minhas costas doíam, então tomei dois Advil. Ao meio-dia eu estava suando e me sentindo como se estivesse com gripe. E às 12h30 eu estava tendo convulsões e sendo levado para o hospital. Então tudo aconteceu muito rápido. Não sabia o que estava acontecendo ou o que era aquilo". Como resultado, a banda teve que cancelar uma dezena de shows de sua então atual turnê e adiar a produção do vídeo. Após nove dias internado, Bennington retornou para casa e três semanas depois as gravações do vídeo retornaram. A performance da banda foi gravada em uma catedral em Los Angeles e, embora recuperado, Bennington ainda se sentia "trêmulo" no set de filmagens. No entanto, para ele, o contexto da performance do grupo o ajudou a continuar as gravações, observando que "isso realmente captura o aspecto emocional de estar no estúdio ao invés da performance ao vivo [da canção 'Faint']". Shinoda concordou, dizendo que para ele "as emoções estão mais em nossos rostos e expressões do que no movimento do corpo. [...] Quando estamos tocando ao vivo, estamos pirando e é algo muito enérgico. Quando estamos gravando, estamos tentando ficar parados para que possamos acertar todas as notas, então [no vídeo] você pode ver mais em nossos rostos".
A atriz e modelo norte-americana Briana Evigan, atuou como a garota principal do clipe. Em uma sessão de fan-chat realizada via-Ustream em agosto de 2012, Evigan comentou sobre a obra: "O vídeo de 'Numb', do Linkin Park, foi realmente ótimo. Quantas pessoas se sentiram conectadas com o que estava sendo dito. Eu tinha 16 anos, foi realmente muito divertido". A atriz realizou suas cenas em diversos locais de Praga, incluindo na Escola de Gramática Johannes Kepler (Gymnázium Jana Keplera) — um ginásio público localizado no distrito de Praga 6, onde foram filmados seus interiores e o campo externo. Além disso, as cenas presentes em uma ponte, foram gravadas na Ponte Carlos. Outra atriz inicialmente escalada para o clipe foi Michelle Trachtenberg que na época estava realizando as filmagens para o filme EuroTrip. Trachtenberg, no entanto, perdeu a oportunidade por um ator do filme não se lembrar de sua fala. Ela explicou: "O Linkin Park estava em nosso hotel no momento das filmagens. Eles me pediram para estar no vídeo. Eu fui até os meninos e eles disseram 'Sim, parece bom, mas é este um dia único e nós temos esse incrível ator francês. Ele é brilhante. Só está disponível um dia.' Ele foi o pior ator com quem já trabalhei em toda a minha vida. Ele não conseguia se lembrar da fala 'O que você gostaria de comer?'". Por fim, o processo de filmagens do clipe ocorreu majoritariamente em junho de 2003 e seu lançamento final aconteceu em setembro daquele ano.

### Sinopse

Diferentes cenas do videoclipe da canção. Na imagem acima, mostra a banda performando dentro de uma igreja. Na imagem abaixo, mostra a garota principal do clipe dentro de uma sala de aula sendo ridicularizada pelos demais colegas de classe após ser repreendida por um professor

O vídeo retrata os problemas domésticos e sociais enfrentados durante um dia na vida de uma jovem estudante impopular. A banda está tocando em uma igreja neste momento. A menina aparentemente passa muito tempo desenhando, revelando que provavelmente sonha em se tornar uma artista. Ela é amplamente evitada e ridicularizada na escola, considerando que quando é repreendida por um professor por desenhar na aula, todos riem dela e a provocam; quando ela tropeça em uma escada ninguém à ajuda a se levantar, e quando ela tenta juntar-se a um grupo de meninas em uma mesa durante o almoço, elas imediatamente se levantam e vão embora. Existem também marcas de cortes auto-infligidas em seus braços, que soletram a palavra "Numb". Durante o clímax da canção, a garota é mostrada em seu quarto, enquanto amarra o cabelo e, com um pincel, joga tinta em uma tela com raiva. No final, ela corre para a igreja em que a banda estava tocando, quase como se os ouvissem, apenas para encontrá-la deixada para trás e vazia.

### Recepção e impacto retrospectivo
O videoclipe de "Numb" foi bem recebido na época de seu lançamento e recebeu alguns prêmios. Na MTV Video Music Brasil 2004, realizada no Palácio das Convenções do Anhembi em São Paulo, a banda foi premiada na categoria de "Melhor Videoclipe Internacional", após competir com outras canções bem-sucedidas na época, como "Don't Tell Me" de Avril Lavigne, "My Immortal" de Evanescence, e "Shut Up" de The Black Eyed Peas. Esta foi a terceira vitória consecutiva da banda nesta categoria, após vencer na edição de 2002 com "In the End" e na edição de 2003 com "Somewhere I Belong". Na MuchMusic Video Awards de 2004, a banda foi escolhida pelo público para receber o prêmio de "Grupo Internacional Favorito" por conta da canção.
A obra é amplamente bem-sucedida retrospectivamente. Alexander Kiryushkin, do site Ultimate Guitar, colocou "Numb" em primeiro lugar em sua lista dos "10 Melhores Vídeos de Rock e Metal dos Anos 2000" e elogiou-o dizendo que é "bem filmado" e "apresenta o bullying e a opressão que muitos experimentaram em suas vidas de uma forma simples, mas compreensível". Ele também achou que, após a morte de Chester Bennington, em julho de 2017, o vídeo ganhou um "outro significado". Quinze anos após o seu lançamento oficial, em novembro de 2018, o material alcançou a marca de 1 bilhão de visualizações no YouTube — o primeiro vídeo da banda a atingir tal marca na plataforma. Muitos sites atribuíram ao falecimento de Bennington como o fator principal para o alcance da marca do bilhão, com Brii Jamieson, da revista britânica Rock Sound, observando um "movimento" realizado pelos fãs em homenagem ao vocalista. Foi o primeiro vídeo dos anos 2000 anterior ao YouTube a atingir 1 bilhão de visualizações. Em outubro de 2019, o clipe tornou-se o vídeo de rock mais assistido da história do YouTube, superando o recorde anterior do clipe da canção "November Rain", da banda Guns N' Roses; no entanto, o vídeo retornou para a segunda colocação em fevereiro de 2021, quando "November Rain" atingiu 1,547 bilhão.
Em dezembro de 2020, o vídeo atingiu 1,5 bilhão de visualizações no YouTube, se tornando o clipe originalmente dos anos 2000 mais visto por qualquer banda, independentemente do gênero — excluindo artistas individuais; em dezembro do ano anterior, o YouTube revelou que o vídeo da canção foi o segundo mais visto da década de 2000 no geral, atrás de "Axel F" de Crazy Frog. Até dezembro de 2022, o videoclipe de "Numb" tinha mais de 1,9 bilhão de visualizações no YouTube. Seu vídeo oficial no YouTube, lançado em 5 de março de 2007 originalmente no formato 360p, foi remasterizado para qualidade 4K em março de 2023, semanas antes do lançamento da edição especial de 20.º aniversário de Meteora. Um pequeno vídeo de making-of do clipe foi disponibilizado no documentário Work In Progress presente na edição de 20.º aniversário de Meteora, lançada em abril de 2023. Em maio de 2023, o videoclipe da canção no YouTube atingiu a marca de 2 bilhões de visualizações, sendo o primeiro vídeo da banda a atingir esse feito na plataforma.

## Colaboração com Jay-Z

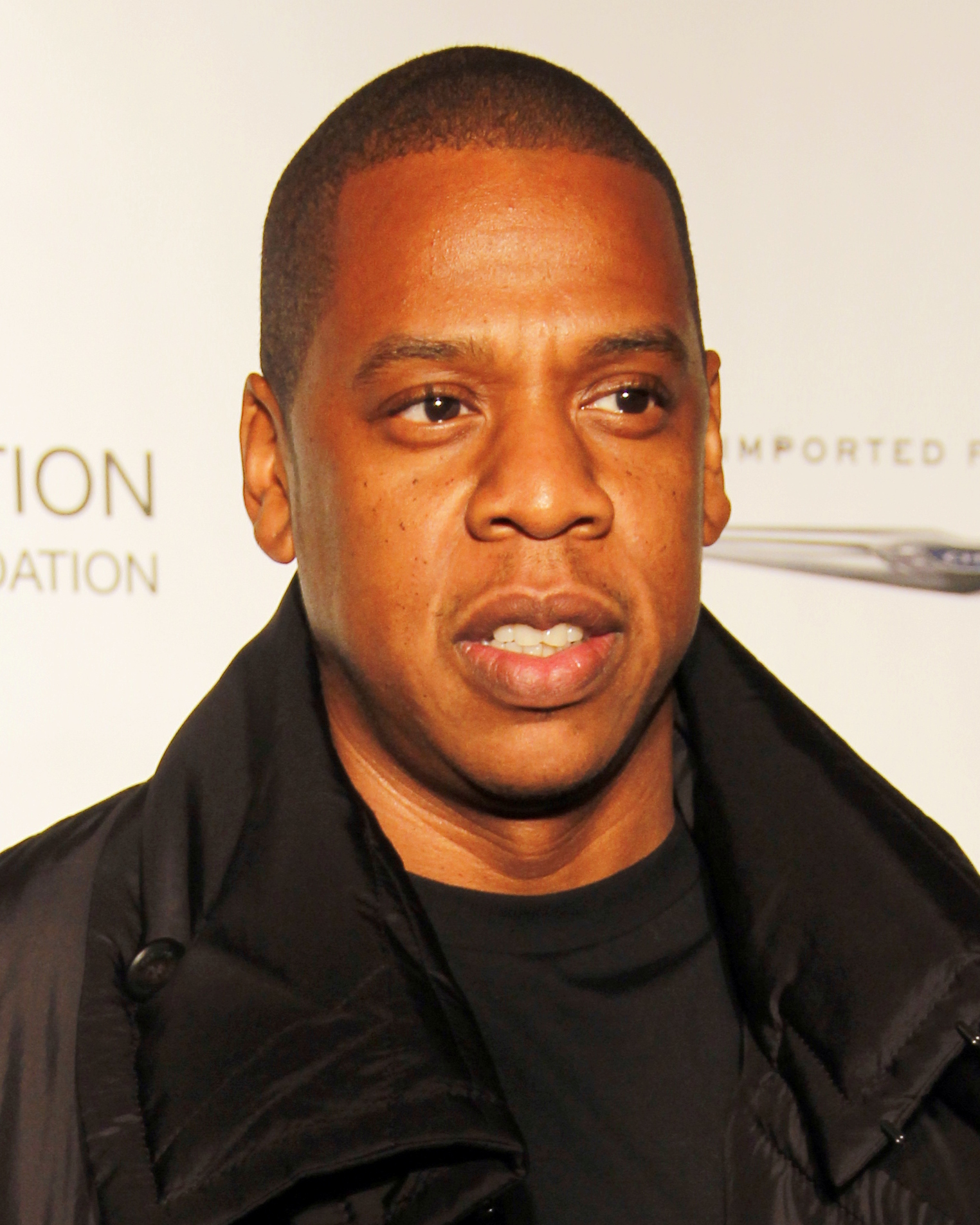
Linkin Park colaborou com o rapper Jay-Z e lançaram o EP Collision Course, que apresentava mashups de canções de ambos os artistas. O primeiro single do álbum, "Numb/Encore", ganhou o Grammy Award na categoria de "Melhor Colaboração de Rap/Cantado".

Antes de Mike Shinoda formar o Linkin Park em 1996, ele era um músico experimental que gostava de combinar canções do rapper norte-americano Jay-Z com faixas gravadas por The Smashing Pumpkins e Nine Inch Nails, entre outros. Alguns anos depois, Jay-Z teve uma ideia semelhante após ouvir mashups de Danger Mouse e Cheap Cologne. Ele contatou o Linkin Park, e sugeriu que eles trabalhassem em algum material juntos, principalmente após o sucesso mundial dos dois primeiros álbuns do grupo. Shinoda produziu três mashups de canções presentes no oitavo álbum de estúdio de Jay-Z, The Black Album, antes de entrarem em contato por e-mail.
Shinoda e Jay-Z continuaram a se corresponder por e-mails, mas eventualmente se encontraram pessoalmente para discutir ideias. Inicialmente o plano era criar vários mashups para um novo programa com estreia na MTV em 2004, chamado MTV Ultimate Mash-Ups. No entanto, em vez de simplesmente reconfigurar as faixas, os dois artistas decidiram entrar em estúdio e regravar os vocais. Alguns dos elementos musicais também foram alterados para criar um som alternativo. Tanto o Linkin Park quanto Jay-Z acharam a sessão tão gratificante que acreditaram que o público internacional merecia ouvir os resultados. As canções foram gravadas no Roxy Theatre em West Hollywood, em julho de 2004.
A colaboração entre os dois artistas resultou no EP Collision Course, cujo primeiro single foi a canção "Numb/Encore". Lançada em dezembro daquele ano, a canção – uma das seis colaborações no álbum – é uma junção da faixa "Encore" de Jay-Z, e "Numb". A versão lançada também continha vocais de fundo de Kanye West que foram gravados para o lançamento original de "Encore". Posteriormente, o mashup fez uma aparição no início da adaptação cinematográfica de 2006 de Miami Vice.
Após o seu lançamento, "Numb/Encore" foi bem recebida no campo comercial e pelos críticos, com alguns considerando o seu sucesso como uma grande importância na popularidade de "Numb". Alcançou a posição de número 20 na parada musical Billboard Hot 100 dos Estados Unidos, 14ª posição no Reino Unido, 5ª colocação na França e Holanda, e 1ª posição na Irlanda. No Grammy Awards de 2006, a canção recebeu o prêmio de "Melhor Colaboração de Rap/Cantado", sendo a segunda conquista de Jay-Z nessa categoria, após vencer na cerimônia de 2004 com a canção "Crazy in Love" (com a cantora Beyoncé). Em 2011, a Paste Magazine adicionou o mashup em 19º lugar na sua lista das "20 Melhores Colaborações de Hip-Hop/Rock".

## Apresentações ao vivo

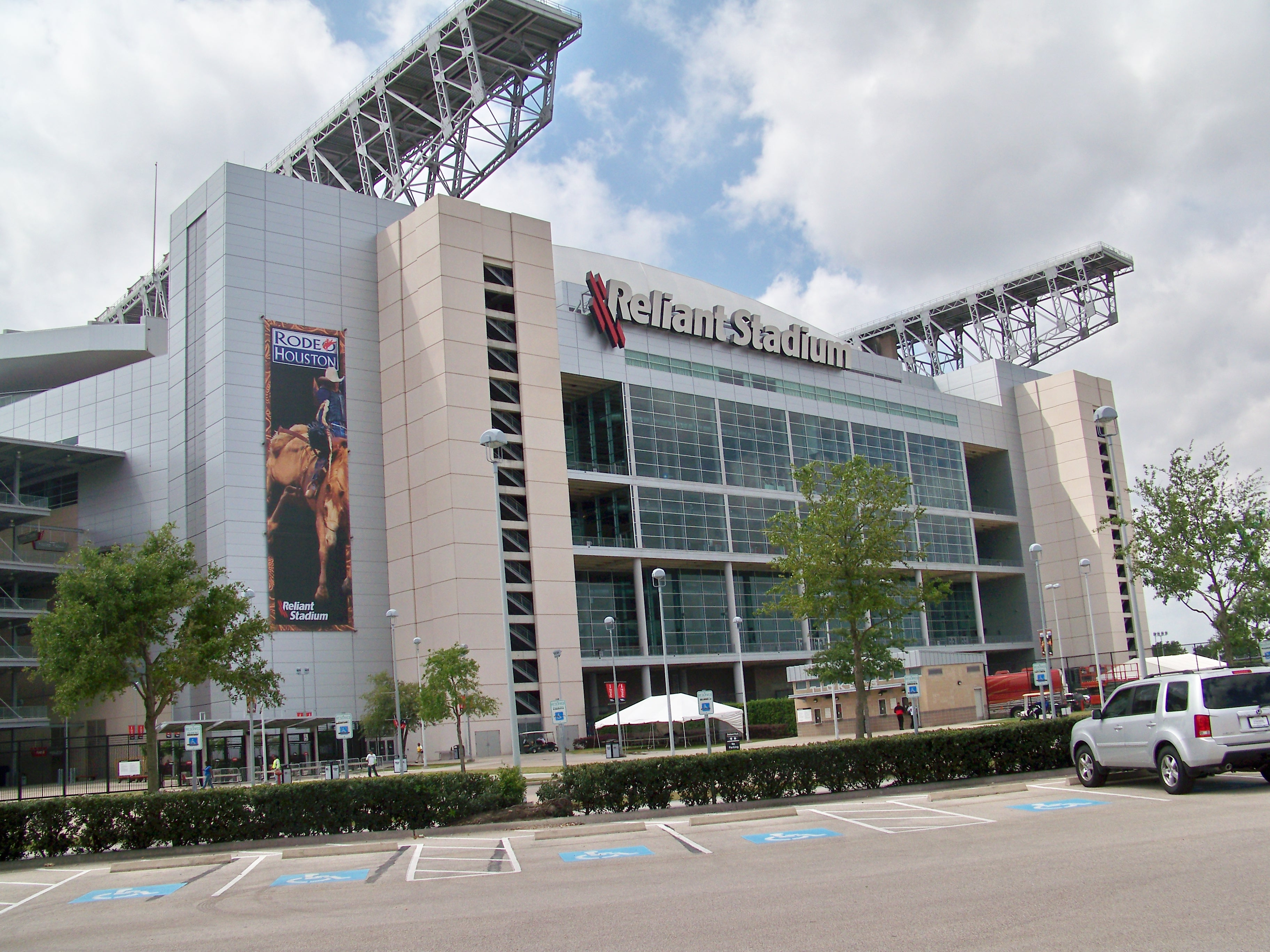
Em 2 de agosto de 2003, a banda apresentou "Numb" no Reliant Stadium em Houston, Texas através da Summer Sanitarium Tour. A performance foi inclusa no primeiro álbum ao vivo do grupo, Live in Texas.

A primeira apresentação ao vivo de "Numb" ocorreu durante a segunda edição da turnê Summer Sanitarium Tour da banda Metallica no show em Toronto, Canadá, em 5 de julho de 2003. Na ocasião, Shinoda anunciou durante a performance que a faixa seria o terceiro single de Meteora e que estava prevista para ser lançada em setembro daquele ano. No mês seguinte, ainda por essa turnê, o grupo apresentou "Numb" no Reliant Stadium em Houston, Texas no dia 2 de agosto. Essa performance foi inclusa no álbum ao vivo Live in Texas, lançado meses mais tarde, em novembro. A primeira apresentação televisiva da canção aconteceu em 11 de agosto de 2003 no programa Jimmy Kimmel Live! da ABC, em Los Angeles, Califórnia. No repertório, a banda tocou "Numb" juntamente com outras faixas de seu segundo álbum ("Don't Stay", "Somewhere I Belong", "Lying from You" e "Faint"), e finalizou a apresentação com músicas de seu primeiro disco. No mesmo mês, no dia 22, o grupo se apresentou no Reading Festival em Reading, Inglaterra, e, no dia 31, no Terremoto Festival em Weeze, Alemanha, ambos fazendo parte da Meteora European Tour, com "Numb" incluso nas setlists da banda. Ainda em 2003, no final daquele ano, Linkin Park tocou a faixa juntamente com outras de sua discografia no KROQ Almost Acoustic Christmas da rádio KROQ-FM.
A canção permaneceu fixamente presente durante as apresentações do grupo no ano seguinte. Na edição de 2004 do festival Rock am Ring em Adenau, Alemanha, Linkin Park desempenhou "Numb" com uma nova introdução de guitarra; nesse mesmo show, a banda realizou um cover da canção "Wish" de Nine Inch Nails. Em solo português, "Numb" foi desempenhada pela primeira vez no festival Super Bock Super Rock que ocorreu em 9 de junho de 2004 no Parque do Tejo, Lisboa. Já no Brasil, a primeira apresentação da canção — e também da banda — no país, aconteceu na extinta Chimera Music Festival em 11 de setembro de 2004 para um público de mais de 75 mil pessoas no Estádio do Morumbi em São Paulo. Essa foi a única apresentação do grupo na América Latina em 2004. Com o término da turnê de divulgação de Meteora, a banda realizou apenas dois shows no ano de 2005; entretanto, "Numb" não apareceu em nenhuma das duas oportunidades, pois foi substituída pela performance do mashup "Numb/Encore" com o rapper Jay-Z, para a divulgação do EP de colaboração dos dois artistas, Collision Course. As duas únicas apresentações daquele ano foram pela Music For Relief: Rebuilding South Asia em Anaheim, Califórnia, no dia 18 de fevereiro de 2005, e no Live 8 em Filadélfia, Pensilvânia em 2 de julho. No ano seguinte, pelo Grammy Awards de 2006, a banda e o rapper desempenharam "Numb/Encore" na premiação, durante a qual o cantor britânico Paul McCartney fez uma aparição surpresa e subiu ao palco para fazer um dueto com Chester Bennington da canção "Yesterday" dos The Beatles. Nos bastidores, após a cerimônia, Bennington comentou: "Foi a experiência mais surreal e incrível da minha vida".

## Covers,remixese uso na mídia
Diversos artistas realizaram covers variados da canção. "Numb" foi tocada pela artista britânica Jamelia na seção de Live Lounge do The Jo Whiley Show na BBC Radio 1, em 2004. Mais tarde naquele ano, ela tocou o cover durante sua turnê pelo Reino Unido. O DJ e produtor musical holandês Hardwell fez um mashup de "At Night" de Jordy Dazz, "Who Is Ready To Jump (Glowinthedark Higher Club Mix)" de Chuckie, e "Numb" como parte de seu set em vários shows em 2013. A banda da Rhode Island de electronicore It Lives, It Breathes lançou um single digital duplo A-side contendo covers de canções como "Numb" e "My Plague" do Slipknot em agosto de 2013. O DJ francês David Guetta tocou um remix de "Numb" como parte de seu set em vários shows no Brasil em janeiro de 2015. A banda estadunidense de electronicore Breathe Carolina tocou "Numb" em vários shows durante a Anywhere But Home Tour em 2015. A banda de rock australiana Hands Like Houses tocou "Numb" como parte do Zippo Encore Sessions da APTV que aconteceu na edição de 2016 do festival Carolina Rebellion.
Em 2007, a rapper trinidiana Nicki Minaj remixou o mashup "Numb/Encore" com os seus vocais para o seu mixtape de estreia Playtime Is Over, intitulada como "Encore '07'". Em 2008, os DJs alemães Jan Wayne e Raindropz!, lançaram um EP com uma série de quatorze remixes de "Numb", intitulado Numb (Jan Wayne vs. Raindropz!). A cantora e compositora finlandesa Tarja Turunen, performou a canção durante um show especial no Wacken Metal Church que abriu a edição de 2016 do festival Wacken Open Air. Tarja cantou junto com um piano, violoncelo e violino na frente de apenas 300 fãs escolhidos a dedo. Em fevereiro de 2017, o cantor e compositor peruano Tongo lançou uma paródia cômica da canção no Youtube. Durante a visita do Linkin Park ao Peru através da One More Light World Tour em maio de 2017, Shinoda reagiu à paródia brincando: "Oh meu Deus! Isso é incrível! Isso é fantástico! Podemos colocar isso? [...] tipo, no final de algum show?" Duas semanas depois, Shinoda compartilhou a paródia através de sua conta no Twitter.  Em julho de 2017, "Numb" foi tocada por 200 músicos como parte do quinto Rocknmob que aconteceu em Moscou, Rússia. A banda sueca de metal Dead by April lançou um cover da canção no YouTube após a morte de Bennington em 2017. Também em homenagem à Bennington, o rapper norte-americano Machine Gun Kelly fez um cover da canção para o YouTube.
Em 2008, "Numb" apareceu no filme-documentário The Tragic And Painful Waxing Of Mr. Simon. A faixa fez uma aparição na trilha sonora do décimo terceiro episódio da oitava temporada da série de televisão britânica Waterloo Road. Acidentalmente, em 4 de setembro de 2014, "Numb" foi tocada por 0,7 segundo em vez do hino nacional de Malta durante um amistoso de futebol entre a seleção de Malta contra a Eslováquia. Em 2011, a canção foi lançada como parte de um conteúdo para download (DLC) do jogo eletrônico Rock Band 3 (2010) e, em 2015, foi lançada para o jogo eletrônico Rocksmith 2014 (2013). "Numb" ainda integrou em um conteúdo baixável do jogo eletrônico Beat Saber (2019) em agosto de 2020, e fez parte de um pacote para download para o jogo Fuser (2020), lançado em março de 2021. Em novembro do ano seguinte, a faixa figurou no jogo eletrônico Just Dance 2023 Edition (2022).

## Lançamento e formatos
"Numb" ficou disponível pela primeira vez em 25 de março de 2003, na época do lançamento de Meteora. A canção foi lançada como o terceiro single do disco em 8 de setembro de 2003 pelas gravadoras Warner Bros. e Machine Shop nos formatos CD single e maxi single mundialmente em duas partes. A "Parte 1" trata-se de uma edição de capa branca, que inclui uma versão ao vivo da canção "From the Inside", juntamente com o videoclipe de "Numb". A "Parte 2" apresenta uma versão de capa azul, onde inclui uma edição ao vivo de "Easier To Run" e o videoclipe da faixa "Faint". A canção também teve uma edição especial voltada para Austrália, onde contêm as mesmas versões ao vivo das duas partes, mas exclui os videoclipes. Posteriormente, em 29 de setembro de 2003, "Numb" foi lançada nas rádios mainstream rock, active rock e alternative rock dos Estados Unidos.

### Faixas
Todas as canções a seguir foram escritas e compostas pela banda.
| CD single – Parte 1 |                             |         |  |
| N.º                 | Título                      | Duração |  |
| 1.                  | "Numb"                      | 3:06    |  |
| 2.                  | "From the Inside" (ao vivo) | 2:55    |  |
| 3.                  | "Numb" (videoclipe)         | 3:06    |  |

| CD single – Parte 2 |                           |         |  |
| N.º                 | Título                    | Duração |  |
| 1.                  | "Numb"                    | 3:06    |  |
| 2.                  | "Easier to Run" (ao vivo) | 3:22    |  |
| 3.                  | "Faint" (videoclipe)      | 2:43    |  |

| CD single australiano |                             |         |  |
| N.º                   | Título                      | Duração |  |
| 1.                    | "Numb"                      | 3:06    |  |
| 2.                    | "From the Inside" (ao vivo) | 2:55    |  |
| 3.                    | "Easier to Run" (ao vivo)   | 3:22    |  |

## Desempenho comercial
"Numb" estreou na Billboard Hot 100, dos Estados Unidos, na 66ª posição na semana de 8 de novembro de 2003, atingindo o pico na semana de 6 de março de 2004, onde alcançou a 11ª colocação. A faixa foi o 33º single com melhor desempenho na Billboard Hot 100 durante o ano de 2004. No mesmo país, a canção passou três semanas no topo da parada Mainstream Rock e doze semanas no topo da Alternative Airplay (anteriormente referida como Alternative Songs ou Modern Rock Tracks). "Numb" terminou o ano de 2004 na 2ª posição na Alternative Airplay, ficando atrás da canção "Megalomaniac" da banda Incubus. Ainda na Alternative Airplay, foi o segundo single da banda que ficou mais semanas no topo desta parada, atrás da canção "What I've Done" — que passou quinze semanas no topo a partir da semana de 21 de abril de 2007. Na Mainstream Top 40 (anteriormente referida como Pop Songs), a canção atingiu a sua posição máxima em março de 2004, onde alcançou a 5ª posição, enquanto na parada Adult Top 40 atingiu, em junho, a 31ª colocação. A canção terminou o ano de 2004 na 19ª posição na Mainstream Top 40. Nas tabelas de final de década, "Numb" terminou na 15ª posição na Alternative Airplay, sendo a terceira canção mais bem sucedida da banda nesta parada na década de 2000, atrás de "In the End" (2ª posição) e "Faint" (8ª colocação), enquanto na Rock Songs terminou na 22ª posição, ficando atrás das mesmas canções mencionadas anteriormente. Nos Estados Unidos, "Numb" foi certificada com um disco de ouro pela Recording Industry Association of America (RIAA) em agosto de 2008; disco de platina em outubro de 2009; disco de platina duplo e triplo em agosto de 2017, e disco de platina quádruplo em dezembro, vendendo, no total, mais de quatro milhões de cópias nesse país.
A canção também teve um bom desempenho comercial em diversos locais da Europa. Na Croácia, a faixa atingiu a 6ª posição em outubro de 2003, enquanto na França adentrou na 19ª colocação na semana de 9 de novembro. Na Itália, "Numb" atingiu a posição de número 18 na semana de 25 de setembro de 2003 e foi certificada em 2024 pela Federazione Industria Musicale Italiana (FIMI) como disco de platina triplo após vender mais de 300 mil cópias. Na UK Singles Chart, do Reino Unido, a canção atingiu a posição de número 14 e permaneceu por sete semanas no gráfico — tendo um desempenho levemente inferior em relação aos seus dois singles antecessores. Ainda assim, a British Phonographic Industry (BPI) certificou-a com um disco de platina triplo em abril de 2024 depois de vender mais de 1,8 milhão de unidades, ficando lado-a-lado com "In the End" e "Numb/Encore" como a canção mais bem sucedida da banda em vendas no território. Na região de Flandres, na Bélgica, atingiu a posição 48 na Ultratop 50, enquanto na região da Valônia alcançou a 31ª posição. A canção foi bem-sucedida na Oceania. Na Austrália, "Numb" atingiu a posição de número 10 e foi certificada pela Australian Recording Industry Association (ARIA) com um disco de ouro pela venda de 35 mil cópias no país. Já na Nova Zelândia, a faixa atingiu a 13ª posição, onde permaneceu nessa tabela por dezoito semanas. Nesse país, a Recorded Music NZ certificou-a com um disco de platina depois de vender mais de 10 mil unidades. Nas tabelas de fim de ano de 2003, a faixa ficou na 87ª posição na Austrália e na 92ª posição na Alemanha. Nas rádios do Brasil, foi a quarta canção mais popular da banda entre os anos de 2012 e 2017, atrás de "Burn It Down", "In the End" e "Castle of Glass". Em um estudo realizado em 2015 por Matt Daniels do website Poly-graph.co, "Numb" foi citada como a terceira canção mais "atemporal" no serviço de streaming Spotify.
Após a morte do vocalista Chester Bennington, a canção reentrou e estreou em diversas paradas musicais pelo mundo. Nos Estados Unidos, reapareceu na Billboard Hot 100 em julho de 2017 na 34ª posição, juntamente com "In the End", que ficou na 37ª colocação e "Heavy", que chegou na posição de número 45. Na parada Hot Rock & Alternative Songs, "Numb" alcançou a segunda posição, ficando atrás da canção "Believer" da banda Imagine Dragons. Ainda na América do Norte, a faixa atingiu a posição de número 27 no Canadá na semana de 12 de agosto de 2017. Na Europa, a canção teve uma atenção bastante significativa. No Reino Unido, "Numb" passou cinco semanas no topo da parada UK Rock & Metal Chart entre as semanas de 28 de julho a 25 de agosto de 2017. Na República Tcheca, a faixa alcançou a terceira posição, ficando atrás das canções "Despacito" de Luis Fonsi e Daddy Yankee, e "Thunder" de Imagine Dragons. Já na Suíça, atingiu a quinta posição e passou 22 semanas na principal parada do país, sendo certificada com um disco de ouro. Também foi certificada como ouro na Espanha e Dinamarca. No final de 2017, a canção ficou na 28ª posição na Hot Rock Songs e na 95ª colocação na Hungria. Em março de 2022, "Numb" alcançou a marca de um bilhão de streams no Spotify; foi a segunda canção da banda a conquistar tal feito, depois de "In the End" ter ultrapassado a mesma marca em junho do ano anterior.

## Desempenho nas tabelas musicais
| Tabela musical (2003–2017)                    | Melhor posição |
| --------------------------------------------- | -------------- |
| Alemanha (Official German Charts)             | 13             |
| Austrália (ARIA)                              | 10             |
| Áustria (Ö3 Austria Top 40)                   | 8              |
| Bélgica (Ultratop 50 Flanders)                | 48             |
| Bélgica (Ultratop 50 Valônia)                 | 31             |
| Canadá (Hot 100)                              | 27             |
| Chéquia (Singles Digitál Top 100)             | 3              |
| Croácia (HRT)                                 | 6              |
| Escócia (Official Charts Company)             | 13             |
| Eslováquia (Singles Digitál Top 100)          | 10             |
| Espanha (PROMUSICAE)                          | 34             |
| Estados Unidos (Active Rock)                  | 1              |
| Estados Unidos (Adult Top 40)                 | 31             |
| Estados Unidos (Alternative Airplay)          | 1              |
| Estados Unidos (Billboard Hot 100)            | 11             |
| Estados Unidos (Hard Rock Digital Song Sales) | 1              |
| Estados Unidos (Hot Rock & Alternative Songs) | 2              |
| Estados Unidos (Mainstream Rock)              | 1              |
| Estados Unidos (Mainstream Top 40)            | 5              |
| Estados Unidos (Rock Streaming Songs)         | 2              |
| França (SNEP)                                 | 9              |
| Hungria (Stream Top 40)                       | 15             |
| Irlanda (IRMA)                                | 16             |
| Itália (FIMI)                                 | 18             |
| Japão (Hot 100)                               | 47             |
| Malásia (RIM)                                 | 15             |
| Nova Zelândia (Recorded Music NZ)             | 13             |
| Países Baixos (Single Top 100)                | 75             |
| Portugal (AFP)                                | 22             |
| Reino Unido (UK Rock & Metal Chart)           | 1              |
| Reino Unido (UK Singles Chart)                | 14             |
| Suécia (Sverigetopplistan)                    | 23             |
| Suíça (Schweizer Hitparade)                   | 13             |

| Tabela musical (2003)                | Posição |
| ------------------------------------ | ------- |
| Alemanha (Official German Charts)    | 92      |
| Austrália (ARIA)                     | 87      |
| Tabela musical (2004)                | Posição |
| Estados Unidos (Alternative Airplay) | 2       |
| Estados Unidos (Billboard Hot 100)   | 33      |
| Estados Unidos (Mainstream Top 40)   | 19      |
| Tabela musical (2017)                | Posição |
| Hungria (Single Top 40)              | 95      |
| Estados Unidos (Hot Rock Songs)      | 28      |
| Tabela musical (2019)                | Posição |
| Portugal (AFP)                       | 262     |

| Tabela musical (2000–2009)           | Posição |
| ------------------------------------ | ------- |
| Estados Unidos (Alternative Airplay) | 15      |
| Estados Unidos (Rock Songs)          | 22      |

## Certificações
| Alemanha (BVMI) | 7× Ouro    | 1 050 000‡     |
| Austrália (ARIA) | Ouro       | 35 000^        |
| Canadá (Music Canada) | Ouro       | 10 000*        |
| Dinamarca (IFPI Denmark) | Platina    | 90 000‡        |
| Dinamarca (IFPI Denmark) | Ouro       | 900 000 (St.)† |
| Estados Unidos (RIAA) | 4× Platina | 4 000 000‡     |
| Espanha (PROMUSICAE) | Ouro       | 25 000‡        |
| Itália (FIMI) | 3× Platina | 300 000*       |
| Japão (RIAJ) | Ouro       | 100 000*       |
| Nova Zelândia (RMNZ) | Platina    | 30 000‡        |
| Portugal (AFP) | 3× Platina | 120 000‡       |
| Reino Unido (BPI) | 3× Platina | 1 800 000‡     |
| Suíça (IFPI Switzerland) | Ouro       | 20 000^        |
| * Número de vendas definido com base apenas no nível de certificação. ^ Número de embarques definido com base apenas no nível de certificação. ‡ Número de vendas + streaming definido com base apenas no nível de certificação. † Número somente de streaming definido com base apenas no nível de certificação. |            |                |

## Créditos e pessoal
Créditos adaptados através do Tidal.
Linkin Park
- Chester Bennington – vocais
- Mike Shinoda – piano, vocais
- Brad Delson – guitarra
- Dave "Phoenix" Farrell – baixo
- Joe Hahn – toca-discos, samplers
- Rob Bourdon – bateria, percussão

Produção
- Linkin Park – produção
- Don Gilmore – produção, engenharia, engenharia de gravação
- Andy Wallace – mixagem, engenharia
- Steve Sisco – assistente de mixagem
- Shawn "Fox" Phelps – assistente de engenharia
- Brian "Big Bass" Gardner – masterização de áudio, engenharia
- John Ewing Jr. – engenharia
- Joe Hahn – programação